# Leona Hutton
Leona Hutton (8 de abril de 1892–1 de abril de 1949) fue una actriz estadounidense. Entre 1913 y 1916, apareció en 48 películas mudas.

## Career
Hutton debutó en el cine en The Crimson Stain (1913), un cortometraje dramático de tres carretes, junto con Frank Borzage y Edward Coxen. Fue dirigido por Jay Hunt por la Mutual Film Company.[cita requerida] También actuó en películas hechas por Broncho, Domino, Kay Bee, David Horsley, y los estudios New York Motion Picture Corporation.
Su último papel fue como Beth Taylor en The Man Who Would Not Die (1916), un largometraje dramático protagonizado por Russell, que también fue dirigido por Jack Prescott en el Flying "A" Studios, Santa Barbara, California.

## Servicio en la guerra
Durante la Primera Guerra Mundial, Hutton sirvió en el extranjero con la Cruz Roja Americana y francesa.

## Muerte
Hutton, también conocida como Mrs. Mary Epstein, se suicidó en 1949, por una sobredosis de codeína. Murió en un pulmón de acero en el Maumee Hospital de Toledo (Ohio), dieciocho horas después de ser descubierta por su marido. Llevaba diez semanas confinada en su casa a causa de una fractura en la pierna. El forense Paul Hohly emitió un veredicto de suicidio. Hutton estaba a una semana de cumplir 57 años.